# 노우드 오벌

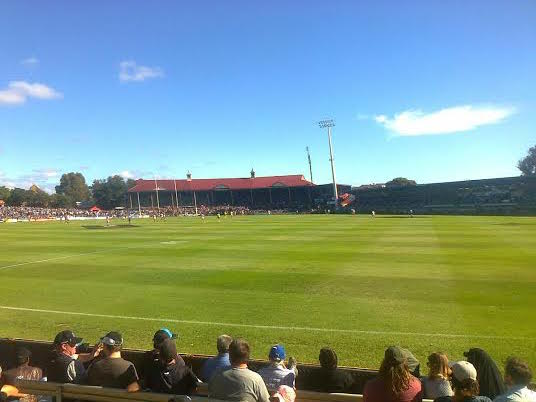
2015년 3월, 노우드 오벌 북측으로 바라본 모습

노우드 오벌은 호주 사우스오스트레일리아주 노우드의 경기장이다. 2만 2000명을 수용하며 노우드 풋볼 클럽과 오스트레일리안 베이스볼 리그의 애들레이드 바이트의 홈구장이다.